# (589683) 2010 RF43
2010 RF43 es un objeto transneptuniano del disco disperso orbitando en las regiones más externas del sistema solar. Mide aproximadamente 650 km de diámetro y es un fuerte candidato a planeta enano. El objeto fue observado por primera vez el 9 de septiembre de 2010, por astrónomos estadounidenses  David Rabinowitz, Megan Schwamb y  Suzanne Tourtellotte en ESO Observatorio La Silla  en el norte de Chile.

## Órbita y clasificación
2010 RF43 orbita alrededor del Sol a una distancia de 37.1–61.7  UA una vez cada 347 años y 6 meses (126,922 días; semieje mayor de 49.4 UA). Su órbita tiene una  excentricidad de 0.25 y una  inclinación de 31  ° con respecto a la eclíptica. El arco de observación del cuerpo comienza con su primera observación oficial en La Silla en septiembre de 2010.
Debido a su excentricidad e inclinación relativamente altas, es un objeto del disco disperso en lugar de uno del cinturón de Kuiper normal. Su perihelio de 37.1 UA también es demasiado bajo para convertirlo en un objeto separado, que generalmente se mantiene por encima de 40 UA y nunca se acerca a la órbita de Neptuno. El Minor Planet Center, sin embargo, no lo enumera entre los objetos de disco disperso, sino más bien entre los objetos transneptunianos del cinturón de Kuiper.

## Características físicas

### Diámetro y albedo
Basado en una magnitud absoluta de 3,7, y un supuesto albedo de 0,09, el archivo Johnston estima un diámetro medio de aproximadamente 806 km, mientras que el astrónomo  Michael Brown asume un albedo de 0,11 y calcula un diámetro de 643 km utilizando una magnitud más débil de 4.0. Brown también caracteriza el objeto como un "planeta enano altamente probable", el segundo nivel más alto en su esquema de clasificación (ver también Planetas enanos potenciales) .
El Enlace de curva de luz de asteroide colaborativo asume un albedo de 0,10 y calcula un diámetro de 636 km basado en una magnitud absoluta de 4,1.

### Período de rotación
A partir de 2018, no se ha obtenido ninguna rotación curva de luz de este objeto a partir de observaciones  fotométrica. El objeto período de rotación, polo y la forma permanecen desconocidos.

## Numeración y denominación
A 2018, este planeta menor no ha sido numerado ni nombrado.